# Boxe nos Jogos Olímpicos de Verão de 2024 - Até 51 kg masculino
A categoria até 51 kg masculino (peso mosca) do boxe nos Jogos Olímpicos de Verão de 2024 ocorreu entre 28 de julho e 8 de agosto de 2024, com as lutas preliminares sendo realizadas no Arena Paris Norte, em Villepinte, e as semifinais e final no Stade Roland Garros, em Paris, França. Um total de 17 pugilistas, cada um representando um Comitê Olímpico Nacional (CON), participaram do evento.

## Qualificação
Cada CON poderia inscrever apenas um pugilista na categoria de peso. 17 vagas foram atribuídas, sendo as oito primeiras para representantes dos eventos multiesportivos de cada continente: 2 da Europa, 2 da Ásia, 2 das Américas, 1 do Pacífico e 1 do torneio qualificatório da África. Quatro vagas foram alocadas para o torneio 1 de qualificação mundial e outras quatro para o torneio 2 de qualificação mundial. Finalmente, uma vaga foi atribuída a Equipe Olímpica de Refugiados.

## Formato
Como todos os eventos do boxe olímpico, a competição foi disputado em um torneio de eliminação simples. Os combates consistem em três rounds de três minutos, com um minuto de intervalo entre os rounds. Um boxeador pode vencer por nocaute ou por pontos. A pontuação é definida como "10 pontos obrigatórios" com cinco juízes marcando cada rodada. Os juízes consideram o "número de golpes acertados nas áreas-alvo, domínio da luta, superioridade técnica e tática e competitividade". Cada juiz determina um vencedor para cada rodada, que recebe 10 pontos para a rodada, e atribui ao perdedor da rodada um número de pontos entre 7 e 9 com base no desempenho. As pontuações do juiz para cada rodada são somadas para dar a pontuação total daquele juiz. O boxeador com a pontuação mais alta da maioria dos juízes é o vencedor.

## Calendário
| R32 | Fase de 32 | R16 | Fase de 16 | QF | Quartas de final | SF | Semifinais | F | Final |

| 28 jul | 29 jul | 30 jul | 31 jul | 1 ago | 2 ago | 3 ago | 4 ago | 5 ago | 6 ago | 7 ago | 8 ago |
| ------ | ------ | ------ | ------ | ----- | ----- | ----- | ----- | ----- | ----- | ----- | ----- |
| R32    |        | R16    |        |       | QF    |       | SF    |       |       |       | F     |

## Medalhistas
| Ouro   | UZB Hasanboy Dusmatov                          |
| Prata  | FRA Billal Bennama                             |
| Bronze | CPV Daniel Varela de Pina DOM Junior Alcántara |

## Resultados
A competição começou com uma rodada preliminar, onde o número de competidores foi reduzido para 16, e assim sucessivamente até se chegar aos dois finalistas. Ambos os perdedores da semifinal recebem medalhas de bronze.
Primeira rodada
|  | Fase de 32          |   |
|  |                     |   |
|  | 28 de julho         |   |
|  |                     |   |
|  | EOR Omid Ahmadisafa | 0 |
|  | EOR Omid Ahmadisafa | 0 |
|  | USA Roscoe Hill     | 5 |
|  | USA Roscoe Hill     | 5 |

Cruzamentos
|  | Fase de 16                | Fase de 16                |                           |   | Quartas de final | Quartas de final |  |  | Semifinais | Semifinais |  |  | Final | Final |
|  |                           |                           |                           |   |                  |                  |  |  |            |            |  |  |       |       |
|  | 30 de julho               |                           |                           |   |                  |                  |  |  |            |            |  |  |       |       |
|  |                           |                           |                           |   |                  |                  |  |  |            |            |  |  |       |       |
|  | FRA Billal Bennama        | 3                         |                           |   |                  |                  |  |  |            |            |  |  |       |       |
|  | FRA Billal Bennama        | 3                         | 2 de agosto               |   |                  |                  |  |  |            |            |  |  |       |       |
|  | USA Roscoe Hill           | 2                         |                           |   |                  |                  |  |  |            |            |  |  |       |       |
|  | USA Roscoe Hill           | 2                         | FRA Billal Bennama        | 3 |                  |                  |  |  |            |            |  |  |       |       |
|  | 30 de julho               |                           | FRA Billal Bennama        | 3 |                  |                  |  |  |            |            |  |  |       |       |
|  |                           | CUB Alejandro Claro       | 2                         |   |                  |                  |  |  |            |            |  |  |       |       |
|  | CUB Alejandro Claro       | CUB Alejandro Claro       | 2                         | 5 |                  |                  |  |  |            |            |  |  |       |       |
|  | CUB Alejandro Claro       |                           | 4 de agosto               | 5 |                  |                  |  |  |            |            |  |  |       |       |
|  | BRA Michael Trindade      | 0                         |                           |   |                  |                  |  |  |            |            |  |  |       |       |
|  | BRA Michael Trindade      | 0                         | FRA Billal Bennama        | 5 |                  |                  |  |  |            |            |  |  |       |       |
|  | 30 de julho               |                           | FRA Billal Bennama        | 5 |                  |                  |  |  |            |            |  |  |       |       |
|  |                           | DOM Junior Alcántara      | 0                         |   |                  |                  |  |  |            |            |  |  |       |       |
|  | AUS Yusuf Chothia         | DOM Junior Alcántara      | 0                         | 1 |                  |                  |  |  |            |            |  |  |       |       |
|  | AUS Yusuf Chothia         | 2 de agosto               |                           | 1 |                  |                  |  |  |            |            |  |  |       |       |
|  | ESP Rafael Lozano         | 4                         |                           |   |                  |                  |  |  |            |            |  |  |       |       |
|  | ESP Rafael Lozano         | 4                         | ESP Rafael Lozano         | 2 |                  |                  |  |  |            |            |  |  |       |       |
|  | 30 de julho               |                           | ESP Rafael Lozano         | 2 |                  |                  |  |  |            |            |  |  |       |       |
|  |                           | DOM Junior Alcántara      | 3                         |   |                  |                  |  |  |            |            |  |  |       |       |
|  | AZE Nijat Huseynov        | DOM Junior Alcántara      | 3                         | 0 |                  |                  |  |  |            |            |  |  |       |       |
|  | AZE Nijat Huseynov        |                           | 8 de agosto               | 0 |                  |                  |  |  |            |            |  |  |       |       |
|  | DOM Junior Alcántara      | 5                         |                           |   |                  |                  |  |  |            |            |  |  |       |       |
|  | DOM Junior Alcántara      | 5                         | FRA Billal Bennama        | 0 |                  |                  |  |  |            |            |  |  |       |       |
|  | 30 de julho               |                           | FRA Billal Bennama        | 0 |                  |                  |  |  |            |            |  |  |       |       |
|  |                           | UZB Hasanboy Dusmatov     | 5                         |   |                  |                  |  |  |            |            |  |  |       |       |
|  | ZAM Patrick Chinyemba     | UZB Hasanboy Dusmatov     | 5                         | 4 |                  |                  |  |  |            |            |  |  |       |       |
|  | ZAM Patrick Chinyemba     | 2 de agosto               |                           | 4 |                  |                  |  |  |            |            |  |  |       |       |
|  | IND Amit Panghal          | 1                         |                           |   |                  |                  |  |  |            |            |  |  |       |       |
|  | IND Amit Panghal          | 1                         | ZAM Patrick Chinyemba     | 0 |                  |                  |  |  |            |            |  |  |       |       |
|  | 30 de julho               |                           | ZAM Patrick Chinyemba     | 0 |                  |                  |  |  |            |            |  |  |       |       |
|  |                           | CPV Daniel Varela de Pina | 5                         |   |                  |                  |  |  |            |            |  |  |       |       |
|  | CPV Daniel Varela de Pina | CPV Daniel Varela de Pina | 5                         | 4 |                  |                  |  |  |            |            |  |  |       |       |
|  | CPV Daniel Varela de Pina |                           | 4 de agosto               | 4 |                  |                  |  |  |            |            |  |  |       |       |
|  | THA Thitisan Panmot       | 1                         |                           |   |                  |                  |  |  |            |            |  |  |       |       |
|  | THA Thitisan Panmot       | 1                         | CPV Daniel Varela de Pina | 0 |                  |                  |  |  |            |            |  |  |       |       |
|  | 30 de julho               |                           | CPV Daniel Varela de Pina | 0 |                  |                  |  |  |            |            |  |  |       |       |
|  |                           | UZB Hasanboy Dusmatov     | 5                         |   |                  |                  |  |  |            |            |  |  |       |       |
|  | TUR Samet Gümüş           | UZB Hasanboy Dusmatov     | 5                         | 0 |                  |                  |  |  |            |            |  |  |       |       |
|  | TUR Samet Gümüş           | 2 de agosto               |                           | 0 |                  |                  |  |  |            |            |  |  |       |       |
|  | KAZ Saken Bibossinov      | 5                         |                           |   |                  |                  |  |  |            |            |  |  |       |       |
|  | KAZ Saken Bibossinov      | 5                         | KAZ Saken Bibossinov      | 2 |                  |                  |  |  |            |            |  |  |       |       |
|  | 30 de julho               |                           | KAZ Saken Bibossinov      | 2 |                  |                  |  |  |            |            |  |  |       |       |
|  |                           | UZB Hasanboy Dusmatov     | 3                         |   |                  |                  |  |  |            |            |  |  |       |       |
|  | PUR Juan Manuel López     | UZB Hasanboy Dusmatov     | 3                         | 0 |                  |                  |  |  |            |            |  |  |       |       |
|  | PUR Juan Manuel López     |                           |                           | 0 |                  |                  |  |  |            |            |  |  |       |       |
|  | UZB Hasanboy Dusmatov     | 5                         |                           |   |                  |                  |  |  |            |            |  |  |       |       |
|  | UZB Hasanboy Dusmatov     | 5                         |                           |   |                  |                  |  |  |            |            |  |  |       |       |